# Ала-ад-дин Имад-шах
Ала-ад-дин Имад-шах (? — 1530) — второй султан Берара из династии Имад-шахов (1504—1530), сын и преемник Фатх-Аллаха Имад аль-Мулька.

## Биография
Представитель династии Имад-шахов. В 1482—1483 годах Ала-да-дин занимал должность губернатора Берара, в то время как его отец Фатх-Аллах Имад аль-Мульк являлся визирем в Бидаре. Ала-да-дин принял титул шаха (Имад-шах) после того, как это сделали Малик Ахмад Бахри Низам-шах (сын Низам аль-Мулька, бывшего визиря Бахманийского султаната), султан Ахмаднагара, и Юсуф Адил-хан, султан Биджапура. Он избрал своей столицей город Кавель.
В 1504 году после смерти своего отца Фатх-Аллаха Имад-аль-Мулька Ала-ад-дин Имад-шах унаследовал его титул и владения в Берарском султанате. В 1505 году Амир Барид-шах, сын Касима Барида, первый министр и фактический правитель Бидара (который полностью контролировал бахманийского султана Махмуд-шаха, в союзе с султаном Ахмаднагара Маликом Ахмадом Низам-шахом вторгся в Биджапурский султанат, правитель которого, Юсуф Адил-шах, поддерживал шиизм. Юсуф Адил-шах отразил вражеское вторжение. Султаны Ахмаднагара и Бидара обратились за помощью к Ала-ад-дину Имад-шаху, но последний сохранил нейтралитет и фактически поддержал Юсуфа Адил-шаха. Амир Барид-шах потерпел неудачу и вынужден был покинуть биджапурские владения.
В 1514 году бахманийский султан Махмуд-шах (1482—1518), уставший от опеки Амира Барид-шаха (Малика Ахмада Барида), бежал в Кавель, где получил поддержку Ала-ад-дина Имад-шаха. Последний собрал войско и, действуя в интересах бахманийского султана, напал на Гулбаргу, столицу Бидара. Малик Ахмад Барид дал бой противнику под стенами своей столицы и одержал победу. Махмуд-шах Бахмани предал своего союзника Ала-ад-дина Имад-шаха, который вынужден был вернуться в Берар.
В 1524/1525 году Ала-ад-дин Имад-шах в союзе с султаном Ахмаднагара Бурханом Низам-шахом начал войну с Биджапурским султанатом. Союзники попытались захватить крепость Солапур, которую биджапурский султан Исмаил Адил-шах (1510—1534) обещал в качестве приданого за своей сестрой Мариам, которая стала женой Бурхана Низам-шаха. Исмаил Адил-шах отразил вражеское вторжение, а Бурхан Низам-шах и Ала-ад-дин Имад-шах вынуждены были отступить.
В 1527 году Амир Барид-шах захватил крепости Махур и Рамгир, которые принадлежали Худаванд-хану, министру гуджаратского султана Бахадур-шаха. Он обратился за помощью к Ала-ад-дину Имад-шаху, который со своим войском прибыл к нему на помощь. Имад-шах отбил две крепости и присоединил их к своим владениям. Это вызвало недовольство султана Ахмаднагар Бурхана Низам-шаха (1510—1553), который имел родственные связи с домом Имад-шахов. Между Ахмаднагаром и Бераром началась война. Ала-ад-дин Имад-шах в союзе с султаном Биджапура Исмаилом Адил-шахом и султаном Голконды Кули Кутб-шахом вторгся во владения Бурхана Низам-шаха и взял крепости Патри. Бурхан Низам-шах отбил эту крепость и начал совершать рейды на владения берарского султана.
Ала-да-дин Имад-шах, не в силах сопротивляться, бежал в Бурханпур, где попросил помощи у хандешского султана Мирана Мухаммад-шаха I (1520—1537). Но султан Ахмаднагара Бурхан Низам-шах победил союзников, захватив их пушки и слонов. Миран Мухаммад-шах попросил помощи у своего родственника, гуджаратского султана Бахадур-шаха (1526—1537). Бахадур-шах во главе своей армии выступил в поход на Ахмаднагар и задумал завладеть Бераром. Но ала-ад-дин Имад-шах, узнав об этом, признал себя вассалом Гуджарата и стал читать хутбу на имя Бахадур-шаха, что позволило ему сохранить свой султанат. Бурхан Низам-шах потерпел поражение от армии гуджаратского султана. Бахадур-шах без сопротивления занял Ахмаднагар, где провел сорок дней. Бурхан Низам-шах признал своё поражение и попросил мира. Он обещал вернуть занятые крепости, а тажке вернуть пушки и слонов (это обещание не было выполнено полностью). Ала-ад-дин Имад-шах и Миран Мухаммад-шах смогли вернуться в своим владения.
Ала-да-дин Имад-шах был женат на Хадидже, сестре Исмаила Адил-шаха, султана Биджапура. После его смерти в 1529/1530 году ему наследовал его сын Дарйа Имад-шах.